# Air-Glaciers
Die Air-Glaciers SA ist die zweitgrösste Helikopterunternehmung und Charterfluggesellschaft in der Schweiz mit Hauptsitz in Sitten. Sie führt Rettungs-, Transport-, Rund-, Schulungs- sowie Taxiflüge durch. Für Rettungsflüge betreibt Air-Glaciers die  Notrufnummer 1415.

## Geschichte
Im Jahr 1963 verlor der Schweizer Bergführer Bruno Bagnoud einen Freund nach einem Absturz, da der herbeigerufene Helikopterpilot Hermann Geiger aufgrund der technischen Beschränkungen seiner Maschine nicht landen konnte. Bagnoud erfährt im Anschluss von Geiger, dass die Anschaffung eines leistungsstärkeren, turbinengetriebenen Helikopters (einer Alouette III) am Anschaffungspreis von 1,5 Millionen Schweizer Franken scheitere.
Um die Qualität der Luftrettung zu steigern leiht sich Bagnoud CHF 600 000 bei einer Regionalbank und Sud Aviation, Hersteller der Alouette III, stimmt einer Zahlung auf Raten zu. Im August 1965 erfolgt die Auslieferung der ersten Alouette III mit dem Kennzeichen HB-XCB sowie einer Pilatus Porter. Gemeinsam mit Hermann Geiger und Fernand Martignoni erfolgt die Gründung von Air-Glaciers.
Von 1965 bis 1967 beschränkte sich die Arbeit auf einen Zeitraum von etwa sechs Monaten im Sommer und Herbst. Es mussten daher neue Einsatzbereiche, in Ländern mit sommerlicherem Klima, gefunden werden.
Im Herbst 1967 wurden eine weitere Alouette III, Kennzeichen HB-XCM, sowie einer weiteren Pilatus Porter, Kennzeichen HB-FCM, erworben und wurden direkt im Rahmen einer Mission für die Vereinten Nationen in Kayes, Mali, eingesetzt. Mit zwei Alouette III und zwei Pilatus Porter Maschinen hatte die Air-Glaciers nunmehr eine ordentliche Basisflotte, mit der sie auf die gesteigerte Nachfrage nach Leistungen für Transporte und Tourismus reagieren konnte. Aufgrund seiner Fähigkeit zum Schwebeflug sowie seiner besseren Manövrierbarkeit löste der Helikopter das Flächenflugzeug im Gebirgsflug zunehmend ab.
Im Jahr 1969 wurde ein Wartungszentrum Aérospitale eingerichtet, um die Generalrevision der Rumpfzellen der Helikopter vom Typ Alouette II und III sowie der Lama 315B zu ermöglichen. Anfang der 70er Jahre erfolgte die Einführung der Air-Glaciers Rettungskarte.
- 1971 Kauf der ersten SA315B Lama HB-XDG
- 1973 Eröffnung der Basis in Lauterbrunnen
- 1974 Absturz der ersten Alouette III HB-XCB in Italien; Rekonstruktion 1987
- 1979 Eröffnung der Basis in Leysin, bis 1981; Neueröffnung 2007
- 1981 Eröffnung der Basis in Collombey
- 1982 Eröffnung der Basis in Gampel.
- 1983 Erster Flug von Sitten nach Korsika
- 1984 Eröffnung der Basis Saanen / Gstaad.

- Im Jahr 1986 stirbt der Sohn von Bruno Bagnoud, François-Xavier Bagnoud bei der Rallye Paris-Dakar. Nach ihm wird später der Maison FXB (François-Xavier Bagnoud) du sauvetage benannt.
- Am 1. Juli 1995 eröffnet auf Initiative des Direktors der Gesellschaft Air-Glaciers, Herrn Bruno Bagnoud, die Maison FXB du sauvetage offiziell ihre Räume am Flughafen von Sitten. Die Maison FXB du sauvetage richtet sich nicht nur an Liebhaber des Bergsports, sondern an alle Menschen in seelischer oder physischer Not. Zwar ist ihr oberster Auftrag die Rettung, doch sie setzt sich ausserdem für die Unfallprävention und für die Ausbildung von Fachleuten im Walliser Tourismus ein. Das Team der Maison FXB du sauvetage setzt sich aus fünf spezialisierten Rettern zusammen, die als Bergführer, Canyonführer, Sicherheitschef Pistendienst und als Rettungssanitäter IVR ausgebildet und Patentiert sind. Sieben Zusatzkräfte, zwei Ärzte, ergänzen das Personaltableau in Zeiten hohen Arbeitsaufkommens.
- 1998 Einrichtung eines Ambulanzdienstes in Siders.
- 2001 Ein Helikopter vom Typ Ecureuil B3, die HB-ZCZ gesellt sich als Zuwachs zur Flotte der Air-Glaciers.
- 2009 Eröffnung der Basis in La Chaux-de-Fonds.[2]
- 2020 Unternehmenspartnerschaft mit der Air Zermatt.[3] Der Charterflugbetrieb wurde an die neugegründete Air Mountain abgegeben.[4][5]

Im Oktober 2022 starb Bruno Bagnoud im Alter von 87 Jahren. 
Am Wochenende vom 25./26. Mai 2025 feierte Air Glaciers in Sion ihren 60. Geburtstag mit 7000 Besuchern. Der erste Heli HB-XCB von 1965 befindet sich immer noch in Sion.

## Standorte
Helikopter
- Collombey
- Flughafen Sitten
- Flugplatz Saanen
- Gampel
- Lauterbrunnen
- Leysin

## Flotte

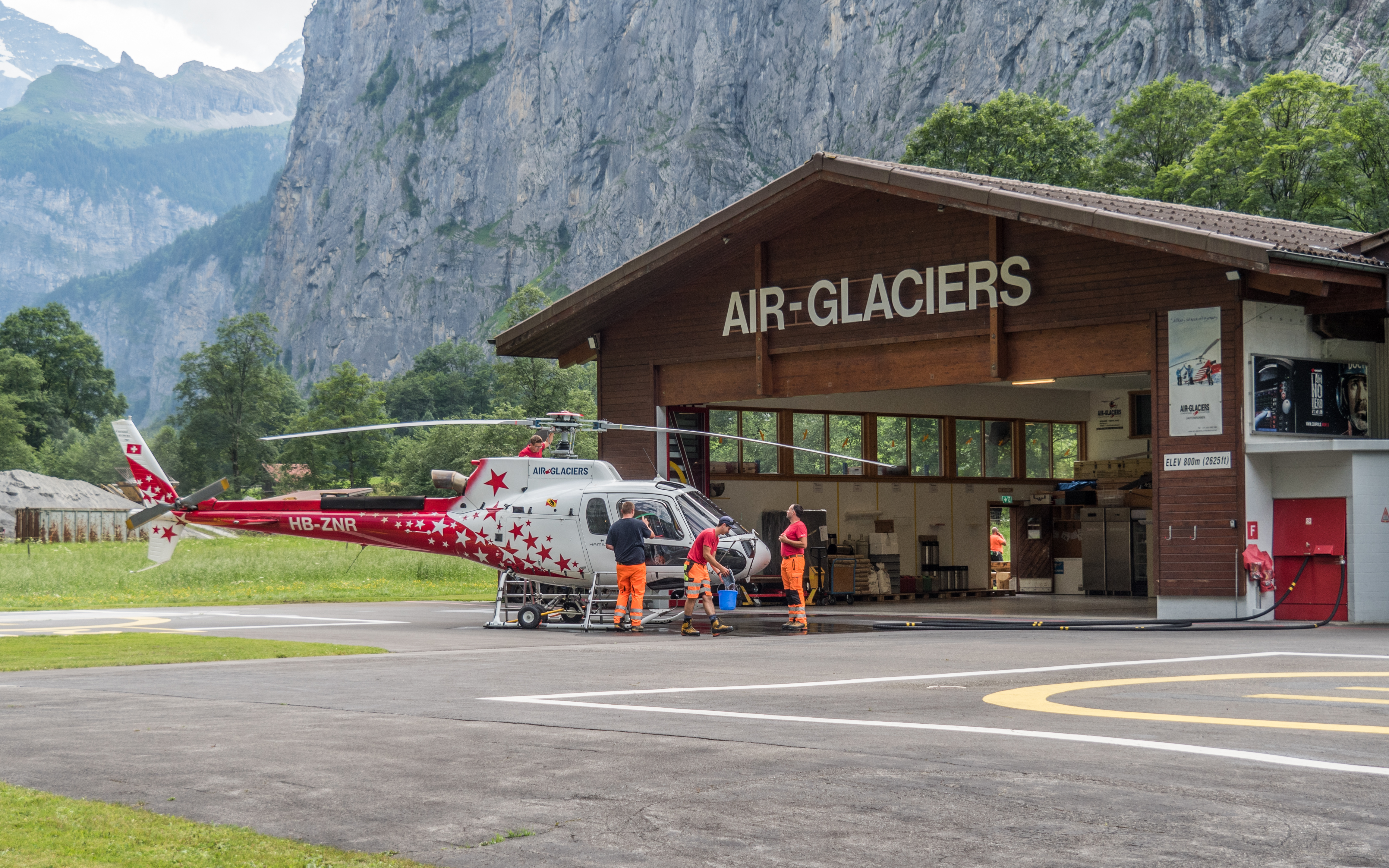
Eurocopter AS 350 der Air-Glaciers beim Heliport Lauterbrunnen

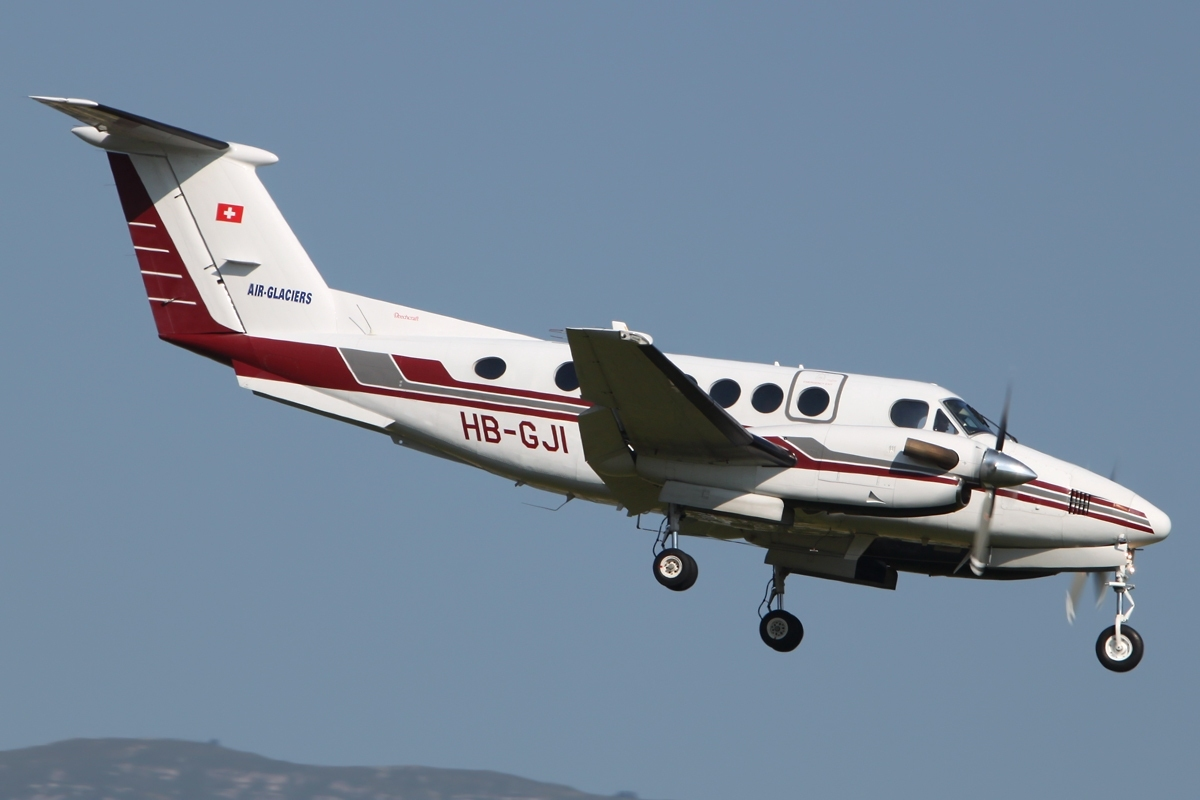
Beech 200 Super King Air der Air-Glaciers

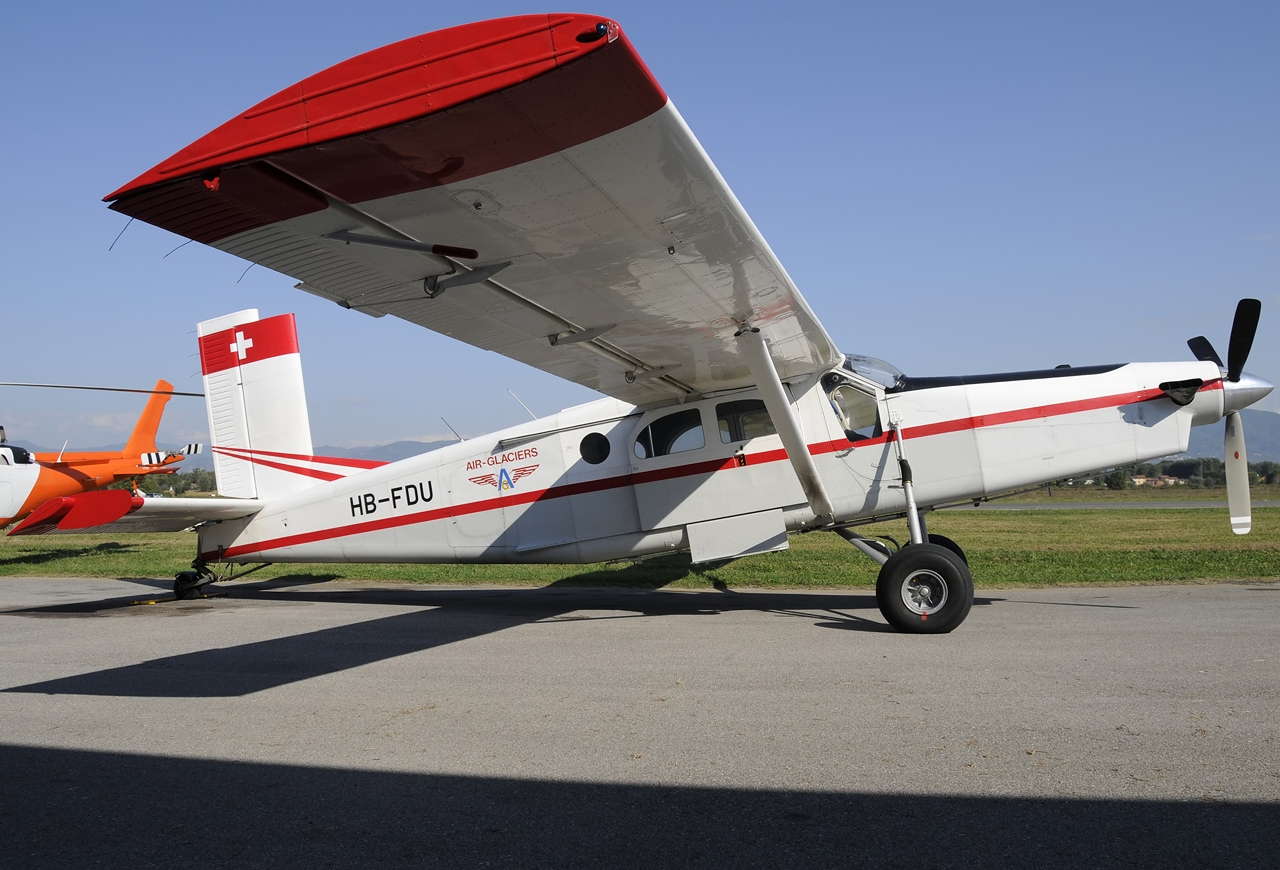
Pilatus PC-6 Turbo Porter der Air-Glaciers

Mit Stand September 2024 besteht die Flotte der Air-Glaciers aus:
Helikopter
- 04 Eurocopter AS 350 Ecureuil B2 (HB-XVB / HB-ZQT / HB-ZYE / HB-ZYF)
- 07 Eurocopter AS 350 Ecureuil B3  (HB-XQJ / HB-ZHY / HB-ZNA / HB-ZNR / HB-ZTU / HB-ZUT / HB-ZAN)
- 02 Eurocopter H135 / EC135 T2+ (HB-ZUI / HB-ZUC)
- 02 Eurocopter H135 / EC135 T3 (HB-XOF / HB-ZEF)

Flugzeuge (seit 2020 bei Air Mountain)
- 03 Beechcraft King Air Super 200 (HB-GJM / HB-GJI / HB-GIL)
- 01 Cessna 206 (HB-CGW)
- 01 Pilatus Porter (HB-FDU)
- 01 Piper Super Cub (HB-ORN)

Ehemalige Flugzeugtypen 
- Aérospatiale SA-315 B Lama

## Zwischenfälle
- Am 28. Februar 1999 kamen drei Personen ums Leben bei einem Helikopterabsturz zwischen Stalden und Sankt Niklaus im Kanton Wallis.
- Am 26. September 2000 starben 8 Personen bei der Kollision zweier Air-Glaciers Helikopter über Beuson im Kanton Wallis.[9]
- Am 14. Juli 2015 verunglückte eine Eurocopter AS 350 Ecureuil B3 auf dem Weg vom Sphinx-Observatorium (Jungfraujoch) zur Air-Glaciers Basis in Lauterbrunnen auf 2700 Meter auf dem Guggigletscher. Der Helikopter war mit einer Unterlast unterwegs. Der Pilot kam beim Unfall ums Leben.[10]
- Am 24. März 2018 verunglückte ein Eurocopter EC135 T1 mit dem Kennzeichen HB-ZIR während eines Einsatzes am Grossen Sankt Bernhard. Der Unfall ereignete sich ca. 50 Meter vom gleichnamigen Hospiz entfernt, dabei wurde beim Aufprall die Zelle und der Heckausleger voneinander getrennt. Die beiden Besatzungsmitglieder wurden nicht verletzt.[11]
- Am 2. April 2024 verunglückte der Air-Glaciers Helikopter Eurocopter AS 350 Ecureuil B3 HB-ZCZ beim Versuch, einen Bergführer und vier Gäste am Petit Combin abzusetzen. Drei Personen kamen ums Leben, drei weitere wurden verletzt.[12]